# Drum de gheață

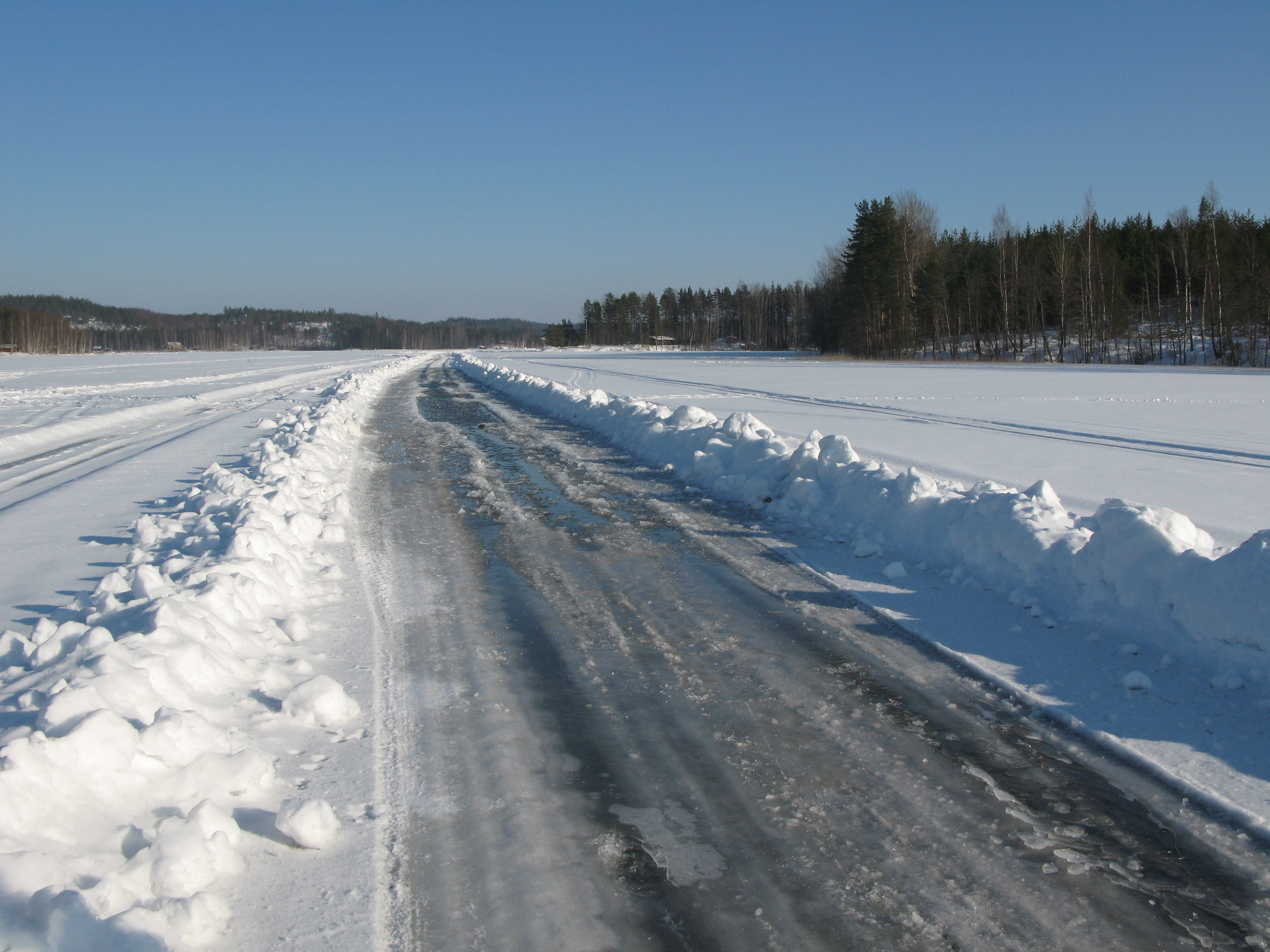
Drum de gheață pe Lacul Saimaa din Finlanda.

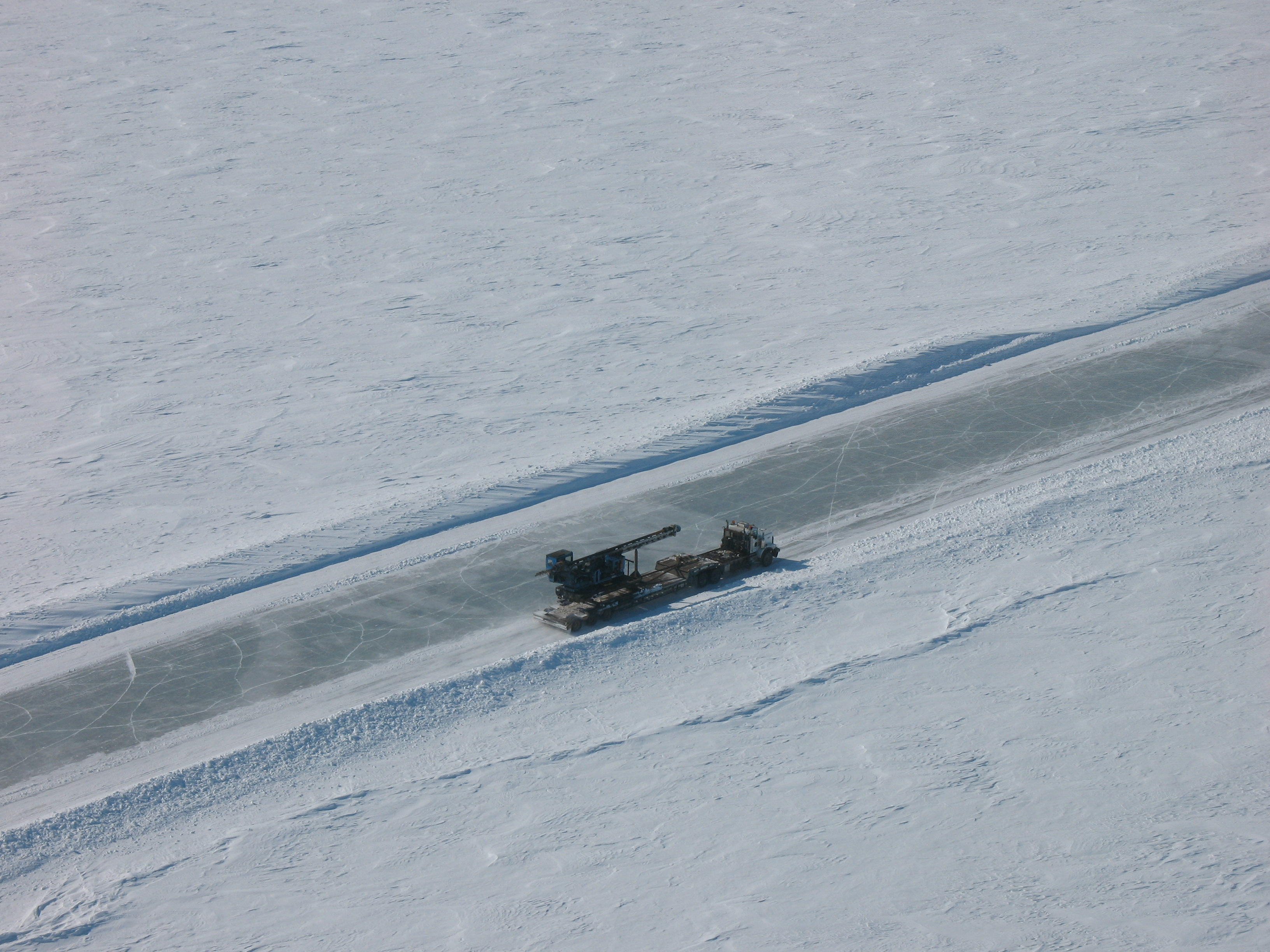
Camion pe fostul drum de iarnă dintre Inuvik și Tuktoyaktuk.

Un drum de gheață, numit și pod de gheață, este o structură creată de om care rulează pe o suprafață de apă înghețată (un râu, un lac sau o întindere de apă de mare). Drumurile de gheață fac de obicei parte dintr-un drum de iarnă, dar pot fi și structuri simple de sine stătătoare, care leagă două linii de țărm. Drumurile de gheață pot fi planificate, construite și întreținute astfel încât să rămână sigure și eficiente și au fost publicate o serie de linii directoare cu informații în acest sens. Un drum de gheață poate fi construit an de an, de exemplu pentru a satisface nevoile comunității în timpul iernii, . Ar putea fi, de asemenea, pentru un singur an sau doi, astfel încât să furnizeze anumite operațiuni, cum ar fi un proiect hidroelectric sau situri de foraj în larg.